# Horwoodia
Horwoodia, monotipski biljni rod iz porodice krstašica. Jedina vrsta je H. dicksoniae, pustinjska zeljasta biljka rozih cvjetova iz Katara, gdje je poznata pod vernakularnim nazivom khozama.